# Cathédrale de l'Ascension (Zenkov) d'Almaty
Cette  cathédrale ne doit pas être confondue avec une autre cathédrale d'Almaty.
 D’autres cathédrales portent le nom de cathédrale de l'Ascension.
La cathédrale de l'Ascension (en russe : Вознесенский собор), également cathédrale Zenkov, est une église orthodoxe russe se trouvant dans le parc Panfilov à Almaty au Kazakhstan.

## Histoire
Construite entre 1904 et 1907, elle possède la particularité d'avoir été construite entièrement en bois et sans aucun clou ; elle est de ce fait le deuxième plus haut bâtiment en bois au monde. Confisquée par l'état et transformée en musée durant la période soviétique, elle est au centre d'un livre fortement autobiographique, Le Conservateur des antiquités, dans lequel l'auteur, Iouri Dombrovski, étudiant exilé à Almaty au debut des années 1930, décrit l'absurdité du système stalinien. 
Elle bénéficie d'importants travaux de restauration entre 1973 et 1976 et sa gestion revient à l'Église orthodoxe russe en mai 1995. 